# Sila (serie de televisión)
Sila (título original: Sıla) es una serie de televisión turca de 2006, producida por Fm Yapım - Most Production y emitida por ATV.

## Trama
Sila es una joven que fue vendida por su padre a una adinerada pareja de esposos de Estambul. Años después, su verdadero padre aparece y a través de mentiras logra llevarla a Mardin, su lugar de nacimiento. Allí será obligada a casarse con un agha, Boran, para salvar la vida de su hermano mayor. Sila se volverá prisionera en un mundo donde las cosas no se rigen por ley, sino que por la tradición.

## Reparto
- Cansu Dere como Sıla Sönmez/Özdemir/Genco.
- Mehmet Akif Alakurt como Boran Genco.
- Menderes Samancılar como Celil Sönmez.
- Zeynep Eronat como Bedar Sönmez.
- Sermiyan Midyat como Berzan Ürüsh.
- Devrim Saltoğlu como Cihan Genco.
- Kartal Balaban como Emre Türkoğlu.
- Tayanç Ayaydın como Abay.
- Cemal Toktaş como Azad Sönmez.
- Boncuk Yılmaz como Narin Genco.
- Muhammed Cangören como Zinar Genco.
- Celil Nalçakan como Dilaver Genco.
- Fatoş Tez como Kevser Genco.
- Tiyatrocu Hürmüzlü/Namık Kemal Yiğittürk como Firuz Ağa Genco.
- Vural Tantekin como Şivan.
- Tarık Şerbetçioğlu como Burhan Özdemir.
- Gökçe Yanardağ como Esma Özdemir.
- İpek Tanrıyar como Zeynep.
- Esra Akhisarlı como Zeliha.
- Duygu Eriçok como Ceren.
- Serap Doğan como Ümmü Genco.
- Sinem Yaruk como Ayşe.
- Mehmet Dağ como Emir Sönmez.
- Fatoş Sezer como Mehveş.
- Duygu Keser como Feride.
- Sema Mumcu como Gizem.
- Zeynep Anıl Tatdıran como Dilan Sönmez.
- Hümeyra Akbay como Nese Özdemir.
- Cüneyt Turel como Erkan Özdemir.
- Hazal Kaya como Berrin.
- Leyla Başak como Yezda.

## Temporadas
| Temporada | Temporada | Episodios | Rango de episodios | Emisión original         | Emisión original         |
| Temporada | Temporada | Episodios | Rango de episodios | Inicio                   | Final                    |
| --------- | --------- | --------- | ------------------ | ------------------------ | ------------------------ |
|           | 1         | 38        | 1 - 38             | 15 de septiembre de 2006 | 15 de junio de 2007      |
|           | 2         | 37        | 39 - 75            | 14 de septiembre de 2007 | 6 de junio de 2008       |
|           | 3         | 4         | 76 - 79            | 29 de agosto de 2008     | 19 de septiembre de 2008 |